# Olam Haba
Pour les articles homonymes, voir Haba.
Le monde à venir (olam haba) est l'une des croyances fondamentales du judaïsme, étroitement liée à l'eschatologie et au messianisme juif.

Il renvoie en réalité à deux concepts différents :
1. Le monde des âmes (olam haneshamot עולם הנשמות), où se trouve l'âme de l'homme, séparée de son corps après la mort, recevant la rétribution pour ses actes dans le monde des vivants ;
2. Ce monde, une fois arrivé dans sa plénitude après la venue du Messie, à la Fin des Jours (gr. eschaton)

À l'époque de la Mishna et du Talmud, la signification courante était la première exposée ci-dessus, mais la seconde le fut depuis lors, jusqu'à nos jours.

## Vues traditionnelles
Bien que le judaïsme insiste fortement sur l'importance de la vie "en ce bas-monde" (bien que le "bas-monde" ne soit pas un concept non-juif), toutes les sources juives parlent d'une vie après la mort.[réf. nécessaire] La tradition juive affirme que l'âme humaine, de par sa nature de souffle divin (insufflé dans les narines d'Adam), est immortelle et, bien qu'intrinsèquement liée au corps, lui survit après la mort. La vie éternelle est quelquefois associée à l'"Olam Haba", mais aussi au Gan Eden (le Jardin des Délices céleste, autrement dit, le Paradis), au Sheol (la Tombe) ou au Guehinnom (fr. Géhenne, la vallée de Hinnom, véritable fournaise, plus ou moins équivalente au "purgatoire").

### Vues dans le rabbinisme médiéval
Bien que toutes les sources rabbiniques classiques traitent de l'au-delà, il existe une dispute considérable au sein des sources médiévales quant à la nature de l'existence à la "Fin des Jours", après les temps messianiques.
Moïse Maïmonide (qui fut vivement critiqué pour cela) décrit à terme une existence totalement spirituelle, pour les âmes qu'il nomme "intellects désincarnés", c'est-à-dire dépourvus de corps. Vivement fustigé pour cette approche, qui semblait faire fi du principe de la résurrection, il dut s'en justifier, et expliqua que, s'il y avait effectivement une résurrection à la venue du Messie, ces ressurgis finiraient par mourir, et leurs âmes vivraient alors de la façon dont il l'avait décrit.
L'une des réponses à Maïmonide fut celle de Nahmanide, : selon lui, il y aurait sur la terre, après la résurrection des morts, une existence intensément spirituelle, au point où "corporalité" et spiritualité se confondent.
Tous deux pensent qu'en cette existence, un niveau de compréhension et de connexion à la Présence Divine extrêmement élevé est atteint, ce qui concorde avec les enseignements rabbiniques antérieurs selon lesquels, dans le monde à venir, Dieu enseignera Lui-même la Torah à Ses sujets.
Il existe beaucoup d'opinions dans la littérature rabbinique sur ce qu'il arrive à l'âme du défunt après sa mort, ses expériences, sa destination. Des étapes classiques, mais pas obligatoires, sont :
- Hibbout haQever, les douleurs du tombeau;
- Douma, l'ange du silence, qui apparaît à Rav lorsque celui-ci se recueille dans un cimetière;
- Kaf haKela, la "catapulte" de l'âme;
- Guehinnom (fr. Géhenne, enfer ou purgatoire ? cf. infra) et Gan Eden (Paradis).

Tous les rabbins s'accordent à écrire que ces concepts sont bien au-delà de la compréhension humaine, et c'est pourquoi ces idées sont exprimées sous forme de paraboles et analogies.
Le sujet du Guehinnom (littéralement « vallée de Hinnom », fr. Géhenne) est relativement bien défini dans la littérature rabbinique.
Selon la plupart des auteurs, le monde des âmes est un monde de vérité (Emet) où l'âme qui a manqué à ses devoirs ressent des regrets de façon lucide. Le Guehinnom est ainsi une fournaise spirituelle où l'âme est purifiée par la remise en question, en vue de son ascension au Gan Eden.
Dans le judaïsme, la vallée de Hinnom est une fournaise ardente permanente, terrible, mais les tortures, s'il y en a, ne sont pas éternelles : d'après la majorité des écrits rabbiniques, on y reste douze mois au maximum, et les exceptions, comme Elisha ben Abouya (qui, selon le Talmud de Babylone, n'en sortit qu'à la mort de Rabbi Yohanan et, selon le Talmud de Jérusalem, en sortira à la venue du Messie) sont extrêmement rares. C'est pour cette raison que même les plus proches parents de juifs défunts ne peuvent réciter le Kaddish des endeuillés plus d'une année, que la Shiv'ah ne dure pas plus d'une semaine, ni les shloshim plus d'un mois. (Voir deuil dans le judaïsme)
Bien que habituellement traduit par "enfer" ou géhenne, il convient de signaler que cet "enfer" diffère sensiblement de l'idée que s'en fait le christianisme : pour celui-ci, il s'agit d'un lieu de tourments éternels, où Dieu ne pénètre pas et où sont précipités les pécheurs, les impénitents et les non-chrétiens (ce dernier point, couramment admis au temps de Dante Alighieri, est depuis fortement discuté).
Selon le judaïsme, les non-juifs (Nations) ont droit au monde futur à mesure de leur observance des sept lois de Noé. Pour les juifs, ce sont les 613 lois de la Torah qui sont prises en compte.
L'opinion la plus couramment acceptée dans la Kabbale, et dans les mouvements qui en sont issus, comme le judaïsme hassidique, est que le monde à venir viendra après la fin de ce monde des âmes, et que le salaire de la réalisation des mitzvot sera un critère de vie pour les âmes, réincarnées dans des corps.
Le commentateur champenois Rachi commente le psaume 49, verset 10, et explique que la mort (mita) du sage diffère du trépas (aveda) du sot, car elle ne concerne que le corps et non l'âme.

### Autres points de vue
Selon les penseurs laïcs, les notions de métempsycose, au-delà, etc. étaient peu discutées avant les Hellènes, et la survie de l'âme au corps pourrait n'être que le souvenir qu'ont les survivants et les générations ultérieures du disparu. C'est l'une des interprétations laïque du dit talmudique :" Le Sage, même mort, est vivant, le méchant, même vivant, est mort " (Berakhot 18b).

## Versets bibliques

### En faveur d'un au-delà
- Le Tanakh parle en plusieurs occurrences de gens notables "réunis à leur peuple", par exemple :
  - Abraham Gn 25,8;
  - Ismaël Gn 25,17;
  - Isaac Gn 35,29;
  - Jacob Gn 49,33;
  - Moïse et Aaron Dt 32,50
  - Josias  22,20.

Ce rassemblement est décrit comme un événement séparé de la mort physique du corps et de l'enterrement.
- Certains péchés sont punis de karet (retranchement du sein du peuple) -- voir Gn 17,14 et Ex 31,14. Le karet est traditionnellement compris comme un retranchement spirituel, qui coupe l'âme de sa part dans le monde à venir (voir Mishna Sanh. 10:1).
- La Torah interdit également toute tentative de communiquer avec l'esprit des défunts  19,-20,  18, ce qui pourrait indiquer une vie après la mort physique autant qu'une réprobation de rites païens. Toutefois, le livre des Rois dépeint le roi Saül contactant une sorcière afin d'invoquer l'esprit du prophète Samuel afin d'avoir une conversation post mortem.
- Jb 19,26 est considéré comme une référence à l'au-delà : "Quand ma peau sera détruite, il se lèvera ; quand je n'aurai plus de chair, je verrai Dieu".
- 26,19 explicite franchement une promesse de résurrection, donc d'un au-delà (antérieur à la résurrection) ou au moins d'un mode à venir (qui lui est forcément postérieur).
- L'Ecclésiaste 12:7 distingue entre la mort du corps et celle de l'âme : "Alors la poussière retournera à la terre dont elle vient, et l'âme reviendra à Dieu qui l'a donnée"

Cependant, la référence la plus explicite au monde à venir se trouve dans Da 12,2 : "Plusieurs de ceux qui dorment dans la poussière de la terre se réveilleront, les uns pour la vie éternelle, et les autres pour l'opprobre, pour la honte éternelle".

### Un après-monde troublé
Certains versets semblent suggérer un Au-delà dans lequel on ne peut ni louer, ni remercier Dieu, bien qu'ils n'excluent pas un monde à venir où chacun reçoit la rétribution de ses actes. Ces versets appellent en fait l'humain à agir pour le bien dans ce monde d'ici-bas, qui est le monde de l'action, pour acquérir du mérite, mérite qui ne sera plus possible après le dévoilement de la présence Divine au monde futur, tant l'intérêt de bien agir s'imposera avec évidence. Comme il est dit: « Une heure de repentir et de bonnes actions en ce monde-ci vaut plus que toute la vie du monde futur. Et une heure de félicité dans le monde futur vaut plus que toute la vie [les plaisirs matériels] de ce monde-ci ».
Dès lors, c'est la louange des vivants, de ceux qui vivent dans le voilement de la présence Divine et qui ont encore un libre-arbitre, qui a de la valeur, d'où la nécessité urgente selon le judaïsme de se repentir et de bien agir dans le monde d'ici-bas.
- 6,5 : Car celui qui meurt n'a plus ton souvenir ; Qui Te louera dans le séjour des morts ?
- 115,17 : Ce ne sont pas les morts qui célèbrent l'Éternel, Ce n'est aucun de ceux qui descendent dans le lieu du silence ;

Sans exégèse, d'autres versets semblent tout bonnement exclure un monde après la mort :
- Jb 7,7-10 : Souviens-toi que ma vie est un souffle ! Mes yeux ne reverront pas le bonheur. L'œil qui me regarde ne me regardera plus ; Ton œil me cherchera, et je ne serai plus. Comme la nuée se dissipe et s'en va, Celui qui descend au séjour des morts ne remontera pas ; Il ne reviendra plus dans sa maison, Et le lieu qu'il habitait ne le connaîtra plus
- 9,5-6 : Les vivants, en effet, savent qu'ils mourront ; mais les morts ne savent rien, et il n'y a pour eux plus de salaire, puisque leur mémoire est oubliée. Et leur amour, et leur haine, et leur envie, ont déjà péri ; et ils n'auront plus jamais aucune part à tout ce qui se fait sous le soleil.